# 空挺ドラゴンズ
『空挺ドラゴンズ』（くうていドラゴンズ）は、桑原太矩による日本の漫画。『good!アフタヌーン』（講談社）において、2016年7号から連載中。龍と呼ばれる生物が棲息する世界観を舞台に、龍を捕って解体し生計を立てる「龍捕り」たちを描く群像劇。ハイ・ファンタジーに加えて、捕獲した龍を用いた料理を作るグルメ要素や、登場人物たちの日常生活を取り上げる日常系の要素をもつ。2024年5月時点で累計部数は210万部を突破している。
メディアミックスとして、橘ももによるノベライズが『ダ・ヴィンチ』 (KADOKAWA)誌上で2019年6月号から11月号まで連載された。2020年1月には『+Ultra』(フジテレビ)と『Netflix』にてテレビアニメが放送・配信された。

## あらすじ
1巻
希少な龍から得られる肉や油などの資材を求め、捕龍船(ほりゅうせん)と呼ばれる飛行船で各国が空を目指してからおよそ半世紀。捕龍船に乗り龍を仕留めて生計を立てる龍捕り(おろちとり)と呼ばれる一行の捕龍シーンから物語は始まる。今では数少なくなった現役の捕龍船クィン・ザザ号には、龍肉が大好物の龍捕り・ミカを始め、新人のタキタや龍捕りの父をもつジロー、諸事情で地上を旅立ったヴァナベルなど様々な船員が搭乗しており、それぞれが事情や目的をもって共同生活を営みながら、龍を追って空の旅を続ける。
2巻
捕龍船が停泊する港市(みなとまち)クオーン市に到着したミカたちは、船の修理の間に久々の陸(おか)での休暇を楽しむこととなる。ミカとタキタが千剖士(せんぼうし)という古くから龍を解体・加工している一族を訪ねたり、ジローが娼館で働く少女カーチャと親交を深めるなか、別の捕龍船が捕獲した龍が暴れ出し、街に被害を与える状況にまで発展する。ミカたちは必死の攻防戦の末、船を体当たりさせるという荒業で何とか龍を仕留めるが、市民との間に遺恨を残さないため龍体をクオーン市に譲渡する。ジローはカーチャをオートジャイロに乗せて空へと連れ出す。初めて市の外に出たカーチャだが、ジローと共に旅立つことはなく、地上に残ることを決断する。
3巻
クオーン市を離れたクィン・ザザ号は、小型龍の「渡り」の群れに遭遇し捕龍を試みるが、そのなかでタキタが船から転落するアクシデントに見舞われる。龍にしがみついていたことで生きながらえたタキタは、墜落した谷底で初めて龍に止めを刺す。その龍の幼体に懐かれていたところを狩人のアスケラに助けられ、彼女の村で一時的に厄介となる。しかし、環境の違いから子龍が弱っていく姿を目の当たりにし、タキタは子龍を空に返すことを決意。アスケラの助力で険しい山を登り小型龍の群れを目指す中、タキタを捜索していたクィン・ザザ号と再会。渡りを目当てに大型の龍が集まる「龍の回廊」が出現する騒ぎのなか、タキタは子龍を群れに返すことに成功し、龍捕りとしての決意を新たにする。
4巻 - 5巻
「龍の回廊」を抜け出した矢先、クィン・ザザ号は富豪ブルノ・マッシンガが船長の豪華探査船オボロカスカ号と接触し、航行不能の危機に陥る。龍の生態調査をしているブルノは龍捕りを嫌っているが、クィン・ザザ号の修理を要求するために出向いてきたヴァナベルの「龍の回廊」の話にそそられて曳航を行い、さらに「龍の回廊」の様子を捉えたガガのスケッチと引き換えに船の修理を引き受ける。修理のため停泊した造船所で、ミカたちは最近飛行船を次々に襲う「船喰い」龍の討伐指定状の噂を聞きつける。龍が無惨に討伐される前に異常行動の原因を調査をしたいブルノに、ヴァナベルが協力を名乗り出たことにより、クィン・ザザ号はオボロカスカ号と共に一か八かの龍捕りを決行。ブルノたちが撮影するための時間を稼ごうとしたヴァナベルが船喰いに飲み込まれるが、ブルノの機転によってミカが船喰いを仕留めることに成功、ヴァナベルを腹の中から救出する。
5巻 - 6巻
無事賞金を手にしたクィン・ザザ号と、意識を取り戻したヴァナベル。龍捕りたちの姿を見て気持ちを改めたブルノは、クィン・ザザ号の面々と和解して食卓を共にする。オボロカスカ号と別れ、世界有数の大都市ハーレに到着したミカたちは、かつてミカとともに龍捕りを行っていた老人クジョー・ランダウと図らずも再会を果たす。クジョーはミカとのコンビ解消後、ハーレで龍を仕留め損ねており、その際に片脚を失い地上暮らしをしていた。娘のノラの反対を押し切り、自分の銛が刺さったままの龍にもう一度挑んでけじめをつけたいと言うクジョー。衝突しながらもその思いを汲んだミカは、クジョーとともにかつて乗船した突撃艇ノラゴス号に乗り込み、クジョーが瀕死になりながらも「銛付き」を捕る様を見届ける。

## 登場人物
声の項はテレビアニメ版の声優。

### クィン・ザザ号
ミカ
声 - 前野智昭
本作の主人公。甲板員・銛手。普段は無気力かつ不真面目な態度を取ることが多いが、大好物の龍肉のことになると饒舌になる。特技は匂いで龍を嗅ぎつけること。豊富な知識と経験を活かし、一撃で致命傷を与える槍打銃(パイルランス)を使用した捕龍を得意とする。新鮮な龍をたくさん食べることができる捕龍船での生活を好む一方で、龍はただ一方的に狩られるような相手ではないと考えており、龍捕りが死と隣り合わせだということも覚悟している。
幼い頃、乗っていた飛行船が龍と衝突事故を起こし海に投げ出され、無人島に流れ着いて龍肉を食べて生き延びた。その後本編の10年前は捕龍船シャーハンプ号で見習いをしていた。ともに乗船していたクジョーが毒を使った捕龍に反対して船と決別した際、毒を使ったら龍肉を食えなくなるという理由からクジョーについていき、彼のもとで龍捕りとしての技術を身に着けた。
タキタ
声 - 雨宮天
龍捕りになって日の浅い新人の少女。明るく闊達な性格でポジティブ。ヴァナベルと同室で姉のように慕っている。ミカやジロー、ギブスを始めとする先輩船員たちの背中を追って、龍捕りとして成長していく。頭が臭いことをよく気にしている。孤児として施設で育ち、施設の苦境を救うためにクィン・ザザ号に借金をする形で乗船したことが明かされる。作中で16歳を迎える。
ジロー・アスタ
声 - 斉藤壮馬
若い少年の龍捕り。生真面目な性格で、序盤はだらしないミカや新人のタキタを叱責する場面が多い。船員のなかで最も眼が良く、天測に優れる他、作中でオートジャイロの操縦を担当するようになる。父の乗る捕龍船が待ち合わせていた山頂に現れず、そこに偶然不時着したクィン・ザザ号に拾われて龍捕りになった。父から聞いた光る龍の話を信じていたことでニコたちにからかわれている。タキタのひとつ年下。
ヴァナベル・ノヴァ・ラニ
声 - 花澤香菜
ミカに並ぶ捕龍の腕をもつ女性の龍捕り。ミカ以外の船員からは「ヴァニー」の愛称で呼ばれる。クールで多くを語らない性格で、男顔負けの酒豪。タキタと同室でどこか妹のように世話を焼いている。父の独裁政権が倒されたアレーナ市から逃れ、クィン・ザザ号に密航者として乗船した過去を持つ。
ギブス・二ーブール
声 - 諏訪部順一
古参の男性船員、甲板長。捕龍の際は捕龍砲を撃つ砲手の役割を担っている。司令塔として若い船員の監督・指導をすることが多く、気苦労が絶えず髪が薄い。若い頃は凄腕の傭兵として戦場にいた。
クロッコ・デルカン
声 - 関智一
クィン・ザザ号の船長代理（コミック13巻から代理がとれ船長）。ガラの悪い言動が多くヘビースモーカー。操舵手をしていた初代クィン・ザザ号の事故で船長や仲間を失い、船長の意志を継いで現クィン・ザザ号を再建した。そのため船員の中でもクィン・ザザ号への思い入れが強い。かたくなに船長代理を名乗っていたが、作中での新クィン・ザザ号の造船以降は船長を名乗るようになる。
ニコ・ブラーコ
声 - 櫻井孝宏
黒い帽子を目深に被った中堅の男性船員。目はほぼ描かれない。酒好きでノリが良く、粗野な言動が特徴でジローをからかうことも多いが、彼を弟分と称するなど根は良い男。捕龍の際は狙撃の名手として活躍する。クィン・ザザ号の古参の1人であり、乗船時はドレッドヘアーだった。
ガガ・ルビィ
声 - 熊谷健太郎
坊主頭と首に巻いたスカーフが特徴の大柄の男性船員。我流の写実的なスケッチを得意とし、旅を通して出会った龍や人々を趣味で描いて記録している。やさしい性格で他の船員に心を配るシーンが多い。人物紹介に「おでこが固い」と書かれているが今のところそういったエピソードは登場していない。
フェイ
声 - 古川慎
金髪のくせ毛と糸目が特徴の若手男性船員。文字が読めるため読書が趣味で知識が豊富だが、スラム育ちで血の気が多く、喧嘩になるといつもやり過ぎる。ソラヤとは当時からつるんで助け合って暮らしており、彼とともにクィン・ザザ号に乗船した。
ソラヤ
声 - 上村祐翔
黒髪と下まつ毛が特徴の若手男性船員。いつも軽口を叩いているが世話焼きな一面も。臆病で揉め事には傍観を決め込む日和見主義的な部分があり、作中では危険を伴う提案に反対することが多い。スラム街での生活に嫌気がさし、一念発起してフェイと共にクィン・ザザ号に乗船した経緯がある。
オーケン・ララフ
声 - 武内駿輔
黒髪と糸目が特徴の男性船員。ニコとよくつるんでおり、女好きでお調子者。性癖はドM。以前は世界中を一人旅していたためサバイバル術に長けており、骨線という楽器を嗜む。人物紹介上はキレイ好きという設定がある。
カペラ・メッテ
声 - 釘宮理恵
女性操舵手。船内で一番背が高い。眼鏡姿とぽってりした唇が特徴。クロッコの無茶振りを文句を言いながらも完璧にこなす実力者。私服は都会的なファッションを好んでいる様子。
メイン・オウル
声 - 赤﨑千夏
つぶらな瞳の若い女性技師。小柄ながら負けん気が強く、ダグ・ヒーロと機関室で日々奮闘している。船内の整備を押し付けられることも多い。紡績会社の末娘で親が決めた許嫁がいたことが作中で明かされている。
ヒーロ・スマッツ
声 - 榎木淳弥
技師見習い。ダグの大甥。船員のなかで最も影が薄く物静かな性格をしているが、作中で次第に活躍を見せており、唯一ラブロマンスが描かれている。
ダグ・クロメリン
機関長。初代クィン・ザザ号でも機関長だった。最年長の船員で、同僚たちから「おやっさん」と呼ばれている。無口で声が小さいため会話にはメインの通訳が必要で、アニメ版では声優がいない。
ヨシ・アオラキ
声 - 井上和彦
司厨長。船員たちの体調管理を一手に担う。ヨシのいるギャレーは船内の数少ない憩いの場となっており、船員の相談役になる場面も見られる。
リー・スバマラ
声 - 佐々木啓夫
会計士。報酬計算方式「レイ・システム」で、船員の報酬や捕龍船の維持費などを計算する。いつも資金繰りに頭を悩ませている。スバマラ商会の末っ子として生まれ、幼い頃から算術や経営学などの英才教育を受けていたが、その反動で悪友のモッキアと賭博場を荒らしていた。当時クィン・ザザ号再建の資金集めに奔走していたクロッコにリーの母が提示した条件により、半ば強制的に会計士としてクィン・ザザ号に乗船させられた。
バーコ・バックス
声 - 鳥海浩輔
常に酔っている酒好きの男性船員。小柄で髪が薄い。バダキンと同期でダグに次ぐ古参。バダキンと仲が良くいつもつるんでおり「バーバダ」と称されるシーンがある。以前は蟹漁船に乗っていた。
バダキン・バーデ
声 - 松山鷹志
豊かな口髭が特徴の男性船員。バーコと同期でダグに次ぐ古参。口髭によって風の微妙な変化を感じとる特技がある。有事の際はバーコと共にベテランとして頼りになる一面を見せる。

### その他
ウラ・ウルラ（ウラ爺）
声 - 鈴木清信
クオーン市に定住している千剖士の一族「ウルラ氏族」の族長。市の暮らしに馴染めず旧市街にテントを張って暮らしている。
カーチャ・グリンカ
声 - 佐倉綾音
クオーン市の娼館で働く少女。幼い頃に売られてきて以来市の外に出たことがない。サバサバした明るい性格。偶然出会ったジローと仲を深める。
アスケラ・キトラーク
声 - 坂本真綾
タキタが墜落した谷でマタギをしている赤毛の女性。竹を割ったような性格で、ミカに似た価値観をもつ。大山猫のサコが相棒だが、サコはアニメ版には登場しない。
ブルノ・マッシンガ
「東ノアチス貿易会社」を経営する父をもつ富豪。金髪の巻き毛で高飛車な性格の持ち主。幼い頃に父の仕事の都合で飛行船暮らしをしていた経験から龍に魅了され、私設の探査船「オボロカスカ号」で龍の生態調査や写真撮影に熱を上げている。その龍への眼差しはヴァナベルに影響を与える。当初は龍捕りを野蛮な賊とみなし、クィン・ザザ号の面々とまともに取り合わなかったが、船喰い龍の調査を共にして認識を改めている。
リリオペ・ララージュ
自身の見聞を広めるため、ブルノの後援者としてオボロカスカ号に同乗している小柄な女性。〝造船王〟ララージュ社の代表の座を祖父から引き継いでおり、新クィン・ザザ号の造船に貢献する。親同士の取り決めによりブルノと婚約関係であることが明かされている。
クジョー・ランダウ
捕龍船草創期から龍捕りをしており、かつてミカに龍捕りのいろはを叩き込んだ老人。捕龍に対して独自の哲学があり「自分は誰よりも龍に近い」ことを自負していたが、伝説級の超大型龍「クラーケン」と対峙した際もミカが恐れを抱かなかったことから、彼の才能が自分と本質的に違うことを突き付けられ、喧嘩別れに近いかたちでコンビを解消。その後単独で捕龍をしていた際に右脚を失い義足となっている。片脚を失ってからは地上に馴染めず酒浸りの生活をしていたが、再会したミカの協力を得て「銛付き」を捕りけじめをつける。その後は新人水先人の教育係となる。
ノラ・ランダウ
クジョーの娘。飛行船が事故を起こさずハーレ港に着くように先導する「水先人」を務める。気が強く短気な所は父親譲り。クジョーを慕う気持ちと、家庭を顧みず母の葬式にも顔を見せなかったことを憎む気持ちが同居しており、彼が空に戻ることを強く拒んでいる。クジョーが命を懸けて「銛付き」と対峙した姿を見て、父の空への思いを受け入れる。

## 用語
龍（りゅう）
本作に登場する龍は、「震臓」と呼ばれる特殊な器官によって空を泳ぐように飛ぶことが出来る生物すべてを指す。
「龍一頭で七市賑わう」と呼ばれるほど食肉加工や搾油、薬のような日用品から伝統工芸品にまで利用することが可能な宝の山である。
その全てが変異種とも言われるほど多種多様な姿をしており、飛行船以上の大きさを持つものから鳥のように小さなものまで存在する。いまだ体系的な分類法すら確立されておらず、不明なことが多い。空の高層に行くほど大型の龍がいることが分かっている。
龍捕り（おろちとり）
捕龍船に乗って龍を捕ることおよびそれを生業とする人々。死者も出る危険な職種であり、かつては囚人や無頼漢が強制的に駆り出され、現在も堅気でない者が多いとされる。
作中では彼らが龍を「捕る」「捕龍する」ことと、屠龍船などが龍を「狩る」「討伐する」ことは目的が異なる行為として明確に区別されている。
捕龍船（ほりゅうせん）
龍捕りが搭乗する飛行船。莫大な管理費がかかるため、龍が捕れないと赤字となり、本編の時代ではその数を減らしている。
近年は効率を重視し、龍油だけを狙い毒を使って捕龍を行う船もある。
捕龍の際に邪魔になるため船の甲板前方には手すりがない。
千剖士（せんぼうし）
まだ人間が地上に堕ちた龍だけを利用していたはるか昔から、龍の解体・加工を生業として暮らしてきた氏族たちの総称。氏族ごとに独自の文化を持っている。堕ちた龍を求め移動する遍歴の民だったが、現在はウルラ氏族のように市に定住する一族もいる。
捕龍船では扱いきれないような大型の龍は千剖士に解体を依頼する。
市（まち）
作中では街は「市」と表記され、港市（みなとまち）などのように使われる。市の名称になるとクオーン市(し)、ハーレ市(し)、等となる。
組合（くみあい）
アニメ版で追加された設定。捕龍船が所属する組合で現実の協業組合や漁業生産組合に相当。組合員が事業そのものを出資し運営している。

## 受賞
- 2017年[マンガ大賞]
- 2018年[このマンガを読め！]
- 2018年[このマンガがすごい！]
- 第13回全国書店員が選んだおすすめコミック
- 第23回[文化庁メディア芸術祭] マンガ部門 審査委員会推薦作品

## 書誌情報

### コミック
- 桑原太矩 『空挺ドラゴンズ』 講談社〈アフタヌーンKC〉、既刊20巻（2025年8月6日現在）
  1. 2016年11月7日発売[8]、ISBN 978-4-06-388204-9
  2. 2017年5月1日発売[9]、ISBN 978-4-06-388255-1
  3. 2017年11月7日発売[10]、ISBN 978-4-06-510319-7
  4. 2018年5月7日発売[11]、ISBN 978-4-06-511461-2
    - 「特装版」同日発売[12]、ISBN 978-4-06-512047-7

  5. 2018年11月7日発売[13]、ISBN 978-4-06-513454-2
  6. 2019年5月7日発売[14]、ISBN 978-4-06-515527-1
    - 「特装版」同日発売[15]、ISBN 978-4-06-515530-1

  7. 2019年11月7日発売[16]、ISBN 978-4-06-517587-3
  8. 2020年3月6日発売[17]、ISBN 978-4-06-518878-1
  9. 2020年9月7日発売[18]、ISBN 978-4-06-520746-8
  10. 2021年3月5日発売[19]、ISBN 978-4-06-522496-0
  11. 2021年8月5日発売[20]、ISBN 978-4-06-524377-0
  12. 2022年1月7日発売[21]、ISBN 978-4-06-526554-3
  13. 2022年7月7日発売[22]、ISBN 978-4-06-528159-8
  14. 2022年12月7日発売[23]、ISBN 978-4-06-529932-6
  15. 2023年5月8日発売[24]、ISBN 978-4-06-531479-1
  16. 2023年11月7日発売[25]、ISBN 978-4-06-533688-5
  17. 2024年4月5日発売[26]、ISBN 978-4-06-535016-4
  18. 2024年9月6日発売[27]、ISBN 978-4-06-536764-3
  19. 2025年2月6日発売[28]、ISBN 978-4-06-538387-2
  20. 2025年8月6日発売[29]、ISBN 978-4-06-540404-1

### 小説
- 桑原太矩（原作・イラスト）、橘もも（小説） 『小説 空挺ドラゴンズ』 KADOKAWA、2019年11月7日発売[30]、ISBN 978-4-04-064205-5

### その他
- 桑原太矩 『空挺ドラゴンズ 公式コミックガイド』 講談社、2020年1月29日発売[31]、ISBN 978-4-06-517939-0
- 桑原太矩『空挺ドラゴンズ FLIGHT LOGBOOK』講談社、2020年8月発売[32]

## テレビアニメ
2020年1月から3月までフジテレビ「+Ultra」枠ほかにて放送された。2020年5月20日に全12話を収録したBlu-ray BOXが発売された。原作3巻までの範囲を、人物も含めフルCGアニメーションでの制作となる。

### スタッフ
- 原作 - 桑原太矩[34]
- 監督 - 吉平"Tady"直弘[34]
- シリーズ構成・脚本 - 上江洲誠[34]
- プロダクションデザイン - 田中直哉、森山佑樹[34]
- アニメーションキャラクターデザイン - 小谷杏子[34]
- CGスーパーバイザー - 坂間健太[34]
- 美術監督 - 尾身千寛[34]
- 色彩設計 - 野地弘納[34]
- モデリングスーパーバイザー - 大橋永志、綿引健[34]
- エンバイロメントスーパーバイザー - 新津仁志[34]
- リギングスーパーバイザー - Fernando Martin Perucki[34]
- ルックデベロップメントスーパーバイザー - 工藤正寛、瓜生大介[34]
- レイアウト・アニメーションスーパーバイザー - 井澤一勝、菊池宣裕[34]
- BGセットアップ スーパーバイザー  - 池上裕貴[34]
- エフェクトスーパーバイザー -  須藤太一[34]
- ライティング&コンポジットスーパーバイザー - 松島広幸、Warner Wan De Ming[34]
- プロダクションエディター - 鹿島英明[34]
- 音響監督 - 岩浪美和[34]
- 音楽 - 横山克[34]
- 音楽制作 - フジパシフィックミュージック
- プロデューサー - 森彬俊
- アニメーションプロデューサー - 森弘光
- アニメーション制作 - ポリゴン・ピクチュアズ[34]
- 制作 - 空挺ドラゴンズ製作委員会[34]（フジテレビジョン、ネクソン、フジクリエイティブコーポレーション、博報堂DYメディアパートナーズ、講談社、東宝、バンダイ、BANDAI SPIRITS、BSフジ、ポリゴン・ピクチャアズ）

### 主題歌
「群青」
神山羊によるオープニングテーマ。神山自身が作詞・作曲・編曲を手掛けた。
「絶対零度」
赤い公園によるエンディングテーマ。作詞・作曲は津野米咲、編曲は赤い公園。

### 各話リスト
| 話数      | サブタイトル                                                      | 絵コンテ | 演出           | 放送日        |
| --------- | ----------------------------------------------------------------- | -------- | -------------- | ------------- |
| Flight.1  | クィン・ザザ号 QUIN ZAZA                                          | 寺岡巌   | 吉平"Tady"直弘 | 2020年 1月9日 |
| Flight.2  | 賞金と極小龍の悪魔風 Bounty & Dragonet alla Diavola               | 島津裕行 | 吉平"Tady"直弘 | 1月16日       |
| Flight.3  | 光る龍と Glittering Dragon                                        | 米林拓   | 米林拓         | 1月23日       |
| Flight.4  | 乗船理由と龍のテリーヌ Reasons for Flying & Dragon Terinne        | 島津裕行 | 坂間健太       | 1月30日       |
| Flight.5  | 空中海賊とパストラマ Sky Pirates & Pastrami                       | 米林拓   | 米林拓         | 2月6日        |
| Flight.6  | 祭りと龍肉の手延べ汁麵 Festival & Dragon Laghman                  | 島津裕行 | 坂間健太       | 2月13日       |
| Flight.7  | 大災と食える龍 Disaster & Edible Dragons                          | 米林拓   | 米林拓         | 2月20日       |
| Flight.8  | 暴れ龍捕獲作戦 Operation:Take Down the Rampaging Dragon           | 島津裕行 | 坂間健太       | 2月27日       |
| Flight.9  | 炊き出しの釜煮と龍のカツレツ Soup Kitchen Goulash & Dragon Cutlet | 米林拓   | 米林拓         | 3月5日        |
| Flight.10 | 渡り龍と谷の底 Migrating Dragons & the Chasm Depths               | 島津裕行 | 坂間健太       | 3月12日       |
| Flight.11 | 小さい龍と龍脳の猟師鍋 Dragonet & Dragon Brain Hunter Stew        | 米林拓   | 米林拓         | 3月19日       |
| Flight.12 | 龍の回廊 Dragon Corridor                                          | 島津裕行 | 坂間健太       | 3月26日       |

### 放送局
| 放送期間                | 放送時間                     | 放送局         | 対象地域   | 備考                                        |
| ----------------------- | ---------------------------- | -------------- | ---------- | ------------------------------------------- |
| 2020年1月9日 - 3月26日  | 木曜 0:55 - 1:25（水曜深夜） | フジテレビ     | 関東広域圏 | 製作参加 / 『+Ultra』枠                     |
|                         | 木曜 1:55 - 2:25（水曜深夜)  | テレビ西日本   | 福岡県     |                                             |
| 2020年1月10日 - 3月27日 | 金曜 1:55 - 2:25（木曜深夜） | 関西テレビ     | 近畿広域圏 |                                             |
| 2020年1月12日 - 3月29日 | 日曜 1:55 - 2:25（土曜深夜） | 東海テレビ     | 中京広域圏 |                                             |
| 2020年1月13日 - 3月30日 | 月曜 1:15 - 1:45（日曜深夜） | 北海道文化放送 | 北海道     |                                             |
| 2020年1月16日 - 4月2日  | 木曜 0:00 - 0:30（水曜深夜） | BSフジ         | 日本全域   | 製作参加 / BS/BS4K放送 / 『アニメギルド』枠 |

インターネットではNetflixにて1月9日より全話一括独占配信。
| フジテレビ +Ultra | フジテレビ +Ultra | フジテレビ +Ultra    |
| 前番組            | 番組名            | 次番組               |
| ----------------- | ----------------- | -------------------- |
| BEASTARS（第1期） | 空挺ドラゴンズ    | BNA ビー・エヌ・エー |